# Saddle Rock Estates
Saddle Rock Estates és una concentració de població designada pel cens dels Estats Units a l'estat de Nova York. Segons el cens del 2000 tenia 424 habitants.

## Demografia
Segons el cens del 2000, Saddle Rock Estates tenia 424 habitants, 134 habitatges, i 123 famílies. La densitat de població era de 2.046,3 habitants per km².
Dels 134 habitatges en un 50,7% hi vivien nens de menys de 18 anys, en un 82,8% hi vivien parelles casades, en un 6% dones solteres, i en un 7,5% no eren unitats familiars. En el 5,2% dels habitatges hi vivien persones soles l'1,5% de les quals corresponia a persones de 65 anys o més que vivien soles. El nombre mitjà de persones vivint en cada habitatge era de 3,16 i el nombre mitjà de persones que vivien en cada família era de 3,26.
Per edats la població es repartia de la següent manera: un 30,9% tenia menys de 18 anys, un 5,2% entre 18 i 24, un 19,8% entre 25 i 44, un 30,7% de 45 a 60 i un 13,4% 65 anys o més.
L'edat mediana era de 40 anys. Per cada 100 dones de 18 o més anys hi havia 99,3 homes.
La renda mediana per habitatge era de 157.231 $ i la renda mediana per família de 160.746 $. Els homes tenien una renda mediana de 100.000 $ mentre que les dones 51.250 $. La renda per capita de la població era de 61.249 $. Cap de les famílies estaven per davall del llindar de pobresa.